# Olla podrida
Olla podrida és el nom popular d'un plat original de la cuina espanyola present ja en la gastronomia de l'Edat mitjana, i enquadrat dins la família dels bullits. Pren el seu nom del recipient en el qual tradicionalment es cuina, i és un plat fort, adequat, per tant, per a l'hivern. A Espanya té especial tradició a Castella, principalment a la província de Burgos.

## Nom
Sol admetre's que el nom procedeix d'olla poderida: «poderida» en el significat d'olla dels poderosos, tan sols els rics podien acostar-se a aquest plat, quan el poble havia de conformar-se amb herbes del camp i verdures; o bé referint-se als ingredients «poderosos», que donaven molt de poder o força. La e hauria desaparegut per processos d'evolució de la llengua, la qual cosa donà la paraula podrida, amb una confusió amb l'accepció del participi de podrir.
No obstant això, també és possible que el mot "podrida" s'hagi usat sempre en el seu significat habitual de podrir, amb una intenció irònica. Ja apareix en Covarrubias, «[…] en cuanto se cuece muy despacio, que casi lo que tiene dentro viene a deshacerse, y quedar como la fruta que se madura demasiado» (quan es cou molt a poc a poc, que gairebé el que té dins s'acaba per desfer, i restar com la fruita que es madura massa).

## Història
Hi ha autors que descriuen aquest bullit com la comunió de les carns, les hortalisses i llegums. L'escriptor del Segle d'Or Calderón de la Barca qualifica l'olla podrida de «princesa dels bullits», esent el més emblemàtic de l'època.
En el segle xix la paraula va adquirir —fins i tot a França— l'accepció de «composició musical formada de fragments o temes d'obres diverses». I va ser precisament amb aquesta accepció musical com França va tornar a Espanya l'olla podrida ja afrancesada, amb la paraula popurrí (en francès, pot pourri). Es diu «l'orquestra va interpretar un popurrí de...» perquè sona més bé que dir que «va interpretar una olla podrida de... o una barrejadissa o barrija-barreja». Tal és l'ús més freqüent de popurrí, que emperò pot emprar-se per a al·ludir a qualsevol mescla de coses diverses, significat que de fet és la seva primera accepció en el Diccionario de la Rea
l Acemèmia Esñoyola.

### Variants hispanoamericanes
A l'Argentina i l'Uruguai, ja d'ençà del Virregnat del Riu de la Plata (es considera que a comptar de l'expedició comandada per Fernando de Magallanes ca. 1520) eren comunes les olles podrides criolles que incloïen carns del país (llames, guanacs, nyandús etc. encara que molt aviat gràcies a l'extraordinària proliferació de bovins es va donar preferència a les carns vermelles de vaca i especialment vegetals del país rioplatense: patates, batates, zapallos, choclos, porotos, pastanagues, vitxos i fins i tot en les zones del nord-est del Con Sud també mandioca, amb menys percentatge de col i cigrons, d'aquesta manera l'olla podrida rioplatense va donar lloc a l'olla argentina-uruguaiana i rioplatense en general el consum de la qual sol fer-se principalment en els dies freds del Con Sud (entre maig i setembre).
A Puerto Rico i Colòmbia l'olla podrida va evolucionar cap al sancocho, plat que en cada regió té diferents versions, que van del "trifàsic" costeño que porta tres carns: porc, pollastre i bou; en les altres es fa de gallina o bou, però sempre acompanyat de iuca, plàtan, patates i adobo.
A Cuba, és l'antecedent del ajiaco, el plat nacional de la cuina cubana, ric en iuca, batata, patata, malanga (blanca i groga), nyam, blat de moro (en panolles i en boletes de blat de moro tendre), carabassa, plàtan (verd i madur), agujas, morro, cachetes i pastes de porc, falda, pollastre (o millor, gallina) i tasajo, en l'adob el condiment especial és el ají (pebre coent), a més de ceba, tomates, alls, sal i llard de porc.
A Costa Rica, va derivar en olla de carne, molt popular en el menjar crioll i tradicional. Es prepara a base de verdures i diferents tipus de carn, especialment la de bou i pollastre. Antany era el plat tradicional per al sopar, especialment en les famílies de menys recursos. Conté principalment vegetals autòctons com el chayote (la xaiota), camote, iuca, patata, pastanaga i elotes, encara que és normal complementar-la amb altres ingredients com el nyam, els tacacos i el ayote. L'olla de carn a Costa Rica se serveix normalment amb arròs; es cuina aquest moltes vegades com a part del plat o bé a part. Els vegetals que sobren es preparen en "puré de verdures" l'endemà.
Al Mèxic hi han incorporat elements propis com el chile o el xoconostle, encara que en ciutats com Perote se serveix de la manera tradicional.
Al Perú el bullit que millor ha preservat l'heretatge de l'olla podrida és el shámbar; tradicional en el departamento de la libertad. Un altre bullit en el qual els llegums cedeixen el protagonisme a les verdures diverses és el sancochado plat típic de la seva gastronomia i variant mestissa de l'olla podrida o el bullit madridenc. Consisteix en una sopa a base de carn, tubercles i verdures. S'ha fet tradicional a la ciutat de Lima el seu consum els dies dijous; avui és una de les sopes més populars del Perú.

## En la literatura
En el Quixot, Cervantes posa en boca de l'escuder Sancho aquestes paraules: «... aquel platonazo que está más adelante vahando me parece que es olla podrida, que por la diversidad de cosas que en tales ollas podridas hay, no podré dejar de topar con alguna que me sea de gusto y provecho...». (aquell platarràs que està més endavant exhalant me pareix que és olla podrida, que per la diversitat de coses que en tals olles podrides hi ha, no podré deixar d'encepegar-ne alguna que me sia de gust i profit...).
La Regenta, de Leopoldo Alas "Clarí", comença així: "...Vetusta, la muy noble y leal ciudad, corte en lejano siglo, hacía la digestión del cocido y de la olla podrida." (Vetusta, la molt noble i lleial ciutat, cort en un llunyà segle, feia la digestió del bullit i de l'olla podrida).
En El comte de Montecristo, Alexandre Dumas posa en boca d'Edmund Dantés: “—Si em coneguéssiu millor —respongué somrient el comte—, no us preocuparíeu per una cura gairebé humiliant per a un viatger com jo, que ha passat successivament amb els macarrons a Nàpols, la polenta a Milà, l'olla podrida a València, l'arròs cuit a Constantinoble, el karri a l'Índia i els nius d'orenetes a la Xina."

## Ingredients
Varien en funció de la regió o país que la cuini. Així, l'olla podrida espanyola té entre els seus principals ingredients la mongeta vermella, cuinada en olla de fang durant diverses hores (d'aquí el seu nom) fins que restaven toves. A l'olla s'hi afegeix els següents ingredients carnis forts: botifarra d'arròs, xoriço, adobats, envellits (curados) i fumats (costella, panceta: cansalada viada, orella i morro del porc o peus de porc). També a vegades s'hi afegeix la bola o farciment (similar al bullit), fet amb ou.

En funció de la geografia, se solen servir primer les verdures en el plat, després la carn i finalment el brou, que ha de ser calent. Domingo Hernández de Maceras en el seu Libro del Arte de Cozina en el capítol LIV que te per títol: Cómo se ha de hazer una olla podrida dice: 
| « | Para hazer una olla podrida, se le ha de echar carnero, vaca, tocino, pies de puerco, testuz, longanizas, lenguas, palomas, lavancos, liebre, lenguas de vaca, garvanços, ajos y nabos si es su tiempo, y la carne que cada uno quisiere. Se ha de mezclar todo en una olla y ha de cozer mucho. Llevará sus especias; y después de bien cozida, se harán platos de ella, con mostaza de mosto o de otra, y por encima los platos échale perexil y es muy bueno. | » |